# Љубавна лектира
Љубавна лектира је позоришна представа коју је режирао Лука Јованов на основу текста Филипа Грујића. Премијерно је приказана 18. јуна 2021. у позоришту ДАДОВ.
Теме које представа обрађује су испитивање друштвене прихватљивости љубавних односа и младих парова данас.

## Радња
„Љубавна лектира” је конципирана као преглед љубавне поезије (лектире) од лирских народних песама преко романтичара Лазе Костића, Ђуре Јакшића, Бранка Радичевића, модерниста попут Јована Дучића, Милана Ракића, Бранка Миљковића и послератне поезије Десанке Максимовић, Васка Попе, Мике Антића и других песника који се изучавају током школовања, почевши од основне школе па све до краја средње школе.
Представа на хумористичан начин обрађује савремени поглед на љубавне теме, од почетка наше књижевности до данашњег тренутка, кроз одабир од петнаест најзначајнијих љубавних песама, које су приказане кроз 15 глумаца на сцени у виду духовите полемику о мотивима са којима се деца-глумци повезују данас.

## Улоге
| Лица | Глумци                |
| ---- | --------------------- |
|      | Нина Недић            |
|      | Василије Вулићевић    |
|      | Катарина Алексић      |
|      | Будимир Стошић        |
|      | Јана Мартинов         |
|      | Никола Брун           |
|      | Анастасија Мартиновић |
|      | Марко Ђековић         |
|      | Александра Човић      |
|      | Огњен Драговић        |
|      | Огњен Иванов          |
|      | Лазар Ненадовић       |
|      | Мина Вујичић          |
|      | Теодора Миленковић    |
|      | Петар Богдановић      |
|      | Александра Урошевић   |